# Slow It Down
«Slow It Down» — перший сингл третього студійного альбому шотландської авторки-виконавиці Емі Макдональд — «Life in a Beautiful Light». Сингл вийшов 20 квітня 2012.

## Список композицій
Цифрове завантаження
1. "Slow It Down" — 3:52

Цифрове завантаження для Німеччини
1. "Slow It Down" — 3:52
2. "Human Spirit" — 2:06

## Чарти
Тижневі чарти
| Чарт (2012)                                                  | Позиція |
| ------------------------------------------------------------ | ------- |
| Австрія (Ö3 Austria Top 40)                                  | 43      |
| Бельгія (Фландрія) (Ultratop)                                | 15      |
| Бельгія (Валлонія) (Ultratop)                                | 14      |
| Німеччина (GfK Entertainment Charts)                         | 38      |
| Ірландія (IRMA)                                              | 57      |
| Польща (Polish Airplay Top 100)                              | 5       |
| Шотландія (Official Charts Company)                          | 16      |
| Швейцарія (Schweizer Hitparade)                              | 24      |
| Велика Британія (UK Singles Chart) (Official Charts Company) | 45      |